# Рене Баржавель
Рене́ Баржаве́ль (фр. René Barjavel; 24 січня 1911, Ніон — 24 листопада 1985, Париж) — французький письменник і журналіст, найбільш відомий як автор науково-фантастичних творів, у яких виражена тривога перед технікою, що виходить з-під людського контролю.
У його творчості часто зачіпаються такі теми: занепад цивілізації, спричинений переважанням науки й воєнним безумством, вічний і незнищівний образ любові («Спустошення», «Велика таємниця», «Ніч часів», «Троянда в раю»).

## Біографія
Народився в Ніоні, департамент Дром, у родині булочника селянського походження. Вчився в колежі в Ніоні, потім в Кюссе (біля Віші) в департаменті Альє. По закінченні бакалавреату, він змінив кілька професій: був класним наглядачем, банківським службовцем, конферансьє. Як журналіст дебютував у 18-річному віці в газеті Progrès de l'Allier у Мулені. У 1934 році написав перше есе, «Колетт у пошуках кохання» (Colette à la recherche de l'amour), що так ніколи й не було опубліковане. У 1935 став секретарем редакції журналу Le Document, потім — начальником виробничого відділу у видавництві Éditions Denoël. Співпрацював з різними газетами, зокрема з Merle blanc, як кінокритик.
Під час війни 1939—1940 років служив у полку зуавів, де проявив себе антимілітаристом. Служивши старшим капралом у господарському підрозділі, він боровся за поліпшення умов солдатської служби й пом'якшення військових звичаїв. Демобілізувавшись в 1940 році, він засновує в Монпельє газету Écho des Étudiants, де свої перші публікації, зокрема, поміщають Жак Лоран, Франсуа Шале, Андре Одер, Іван Кріст. Після свого повернення до Парижа він прожив на вулиці Лакретелль, знову ставши начальником виробничого відділу Éditions Denoël. Він публікує низку романів про майбутнє, що робить його предтечею буму науково-фантастичної літератури, що випав на повоєнні роки.
Перший роман, «Спустошення» (Ravage), вийшов у 1943 році. Він, а також ще три новели, були опубліковані в кількох номерах Je suis partout — газети колабораціоністського й антисемітського толку, що виходила тоді в окупованій Франції. Там само був опублікований і його другий роман, «Необережний мандрівник». У газеті 12 березня 1943 року з'явилося й інтерв'ю з автором, взяте в нього Анрі Пуленом.
У 1944 році Баржавель написав «Всезагальне кіно: Есе про кінематографічні форми майбутнього».
Після звільнення Парижа Баржавель підпав під підозру в співробітництві з окупантами. У 1944—1945 р.р. Національний комітет письменників (Comité national des écrivains) висував проти нього звинувачення в колабораціонізмі, лише завдяки заступництву друзів-письменників (зокрема, листу Жоржа Дюамеля) йому вдається виправдатися. Коли з цих же мотивів комітет відсунув з посади видавця Робера Деноеля, Баржавель керував видавництвом Éditions Denoël аж до вбивства власника 2 грудня 1945 р..

### У повоєнні роки
Після війни Баржавель поєднує заняття журналістикою, критикою, письменництвом і написанням сценаріїв до фільмів. У 1946 р. він публікує великий роман про кохання «Тарандоль», права на екранізацію якого були придбані Жульєном Дювів'є (пізніше, у 1980 році, з'явилася і телеекранізація). У 1947 р. він пише й свій перший сценарій: «Чорні селяни» для режисера Жоржа Реньє.
Брак грошей і провал роману «Дідько його візьми» призвели до відходу Баржавеля від цього жанру, він переходить до написання кіносценаріїв. Захворювання туберкульозом і фінансові труднощі унеможливлюють підготовку фільму «Варавва» (Barabbas). Він брав участь у написанні сценаріїв і діалогів у таких фільмах, як «Дон Камілло», «Знедолені», «Лахмітники з Еммауса», «Вівця на п'яти ногах», «Гепард» та ін. Окрім того, за його участі було випущено кілька короткометражних стрічок.
Після тривалої перерви Бажавель повертається до романістики: у 1968 році публікує «Ніч часів», у 1973 — «Велику таємницю». Цей другий виток його письменницької творчості приносить Баржавелю справжню популярність. Він також поновлює свою журналістську діяльність, веде щотижневу хроніку в газеті Journal du dimanche. Окрім того, він пише пісні, а у вільний час віддається своїй пристрасті — кольоровій фотографії, уклавши зі своїх робіт альбом «Квіти, життя» (Les Fleurs, la vie).
Написанням есе «Голод тигра» і «Завтра рай» Рене Баржавель завершує свою письменницьку кар'єру. Він вмирає від наслідків серцевого приступу в листопаді 1985, у віці 74 років.

## Твори

### Романи
- 1942 : «Ролан, лицар більш ярий, ніж лев» (Roland, le chevalier plus fier que le lion)
- 1943 : «Спустошення» (Ravage)
- 1943 : «Необережний мандрівник» (Le Voyageur imprudent)
- 1946 : «Тарандоль» (Tarendol)
- 1948 : «Дідько його візьми» (Le diable l'emporte)
- 1957 : «День вогню» (Jour de feu)
- 1962 : «Місячний Колумб» (Colomb de la lune)
- 1968 : «Ніч часів[fr]» (фр. «La Nuit des temps»)
- 1969 : «Дороги Катманду» (Les Chemins de Katmandou)
- 1973 : «Велика таємниця» (Le Grand Secret) (премія Maison de la Presse від 1973 р.)
- 1974 : «Пані з єдинорогом» (Les Dames à la licorne, у співавторстві з Оленкою де Вер)
- 1977 : «Дні світу» (Les Jours du monde, продовження попереднього роману, у співавторстві з Оленкою де Вер)
- 1981 : «Троянда в раю» (Une rose au paradis)
- 1982 : «Буря» (La Tempête)
- 1984 : «Чарівник[fr]» (L'Enchanteur)
- 1985 : «Шкіра Цезаря» (La Peau de César)

### Казки й новели
- 1945 : «Фея та солдат» (La Fée et le Soldat)
- 1946 : «Діти тіні» (Les Enfants de l'ombre, також містить твори короткої форми з попередньої збірки)
- 1974 : «Поранений принц» (Le Prince blessé, також містить оповідання й казки з попередньої збірки)

### Автобіографічні матеріали, щоденники
- 1951 : «Щоденник одної простої людини» (Journal d'un homme simple)
- 1980 : «Блакитний візок» (La Charrette bleue)

### Хроніки
- 1972 : «Роки Місяця» (Les Années de la lune)
- 1975 : «Роки свободи» (Les Années de la liberté)
- 1976 : «Роки людини» (Les Années de l'homme)

### Альбоми
- 1953 : «Колліур» (Collioure), з малюнками Віллі Мухи[pl]
- 1974 : «Бріжіт Бардо, подруга тварин» (Brigitte Bardot, amie des animaux)
- 1978 : «Квіти, любов, життя» (Les Fleurs, l'Amour, la Vie)

### Есе
- 1934 : «Колетт у пошуках кохання» (Colette à la recherche de l'amour)
- 1944 : «Всезагальне кіно: есе про майбутні кінематографічні форми» (Cinéma total: Essai sur les formes futures du cinéma)
- 1966 : «Голод тигра» (La Faim du tigre)
- 1976 : «Якби я був Богом…» (Si j'étais Dieu…)
- 1978 : «Відкритий лист до тих, хто живе й хоче залишитися» (Lettre ouverte aux vivants qui veulent le rester), Albin Michel.
- 1986 : «Завтра рай» (Demain le paradis, незакінчене, видано посмертно)

### Кіносценарії, діалоги
- 1947: «Телебачення, погляд із завтра» (La Télévision, œil de demain) режисера Ж. К. Ремона-Мілле (J.K Raymond-Millet) — короткометражний фільм
- 1952 : «Маленький світ дона Камілло» (Le Petit Monde de don Camillo)
- 1953 : «Повернення дона Камілло» (Le Retour de don Camillo)
- 1953 : «Дивне бажання пана Бара» (L'Étrange désir de Monsieur Bard)
- 1954 : «Андалузькі ночі» (Nuits Andalouses)
- 1954 : «Вівця на п'яти ногах» (Le Mouton à cinq pattes)
- 1955 : «Лахмітники з Еммауса» (Les Chiffonniers d'Emmaüs; за однойменним твором Бориса Сімона-Гончарова)
- 1956 : «Губбія, любов моя» (Goubbiah, mon amour)
- 1956 : «Пригоди Тіля Уленшпігеля» (Les Aventures de Till l'espiègle)
- 1956 : «Жах для дам» (La Terreur des dames або Ce cochon de Morin)
- 1957 : «Чоловік у дощовику» (L'Homme à l'imperméable)
- 1957 : «Випадок доктора Лорана» (Le cas du Docteur Laurent)
- 1958 : «Знедолені» (Les Misérables)
- 1958 : «Парижанин всупереч йому» (Parisien malgré lui)
- 1958 : «Жінки одного літа» (Femmes d'un été)
- 1959 : «Єдиний ангел на землі» (Mademoiselle Ange)
- 1960 : «Велике життя» (La Grande Vie)
- 1960 : «Бульвар» (Boulevard)
- 1961 : «Монсеньйор дон Камілло» (Don Camillo Monseigneur)
- 1962: «Лівосторонній рух» (Conduite à gauche)
- 1962 : «Диявол і десять заповідей» (Le Diable et les Dix Commandements)
- 1963 : «Мурашки по шкірі» (Chair de poule)
- 1963 : «Гепард» (Le Guépard)
- 1965 : «Дон Камілло в Росії» (Don Camillo en Russie)
- 1966 : «Як я навчився кохати жінок» (Comment j'ai appris à aimer les femmes)
- 1969 : «Шлях до Катманду» (Les Chemins de Katmandou)

## Переклади українською
- Рене Баржавель. Чарівник[fr]. Переклад П. Таращука. Ілюстрація на обкладинці І. Дунця. Тернопіль: Навчальна книга — Богдан, 2019—256 стор. ISBN 978-966-10-5798-1[11]